# Johannes de Klerk
Johannes de Klerk (ur. 22 lipca 1903 w Burgersdorp, zm. 24 stycznia 1979 w Krugersdorp) – południowoafrykański polityk, p.o. prezydent RPA od 9 do 19 kwietnia 1975.

## Życiorys
Johannes de Klerk urodził się 22 lipca 1903 w Burgersdorp jako najstarszy syn wielebnego Willema de Klerka i Aletty Johannes van Rooy. De Klerk uczył się w szkole w Potchefstroom, w od 1923 do 1926 studiował w Potchefstroom University College for Christian Higher Education. 11 kwietnia 1927 ożenił się z Hendriną Cornelią, z którą miał synów Willema Johannesa i Fredericka Willema.